# Bílá hora
Der Weiße Berg (tschechisch Bílá hora) liegt am westlichen Stadtrand von Prag rechtsseitig über dem Tal des Litovický potok.

## Geographie
Der Weiße Berg hat eine Höhe von 379 Metern. Er liegt im Stadtteil Ruzyně im 6. Bezirk und ist aus der Prager Innenstadt mit öffentlichen Verkehrsmitteln in etwa 25 bis 30 Minuten zu erreichen (Straßenbahn-Linien 22 und 25). Künftig wird die Metrolinie A zum Flughafen Prag in der Nähe die Station Bílá hora besitzen.

## Geschichte

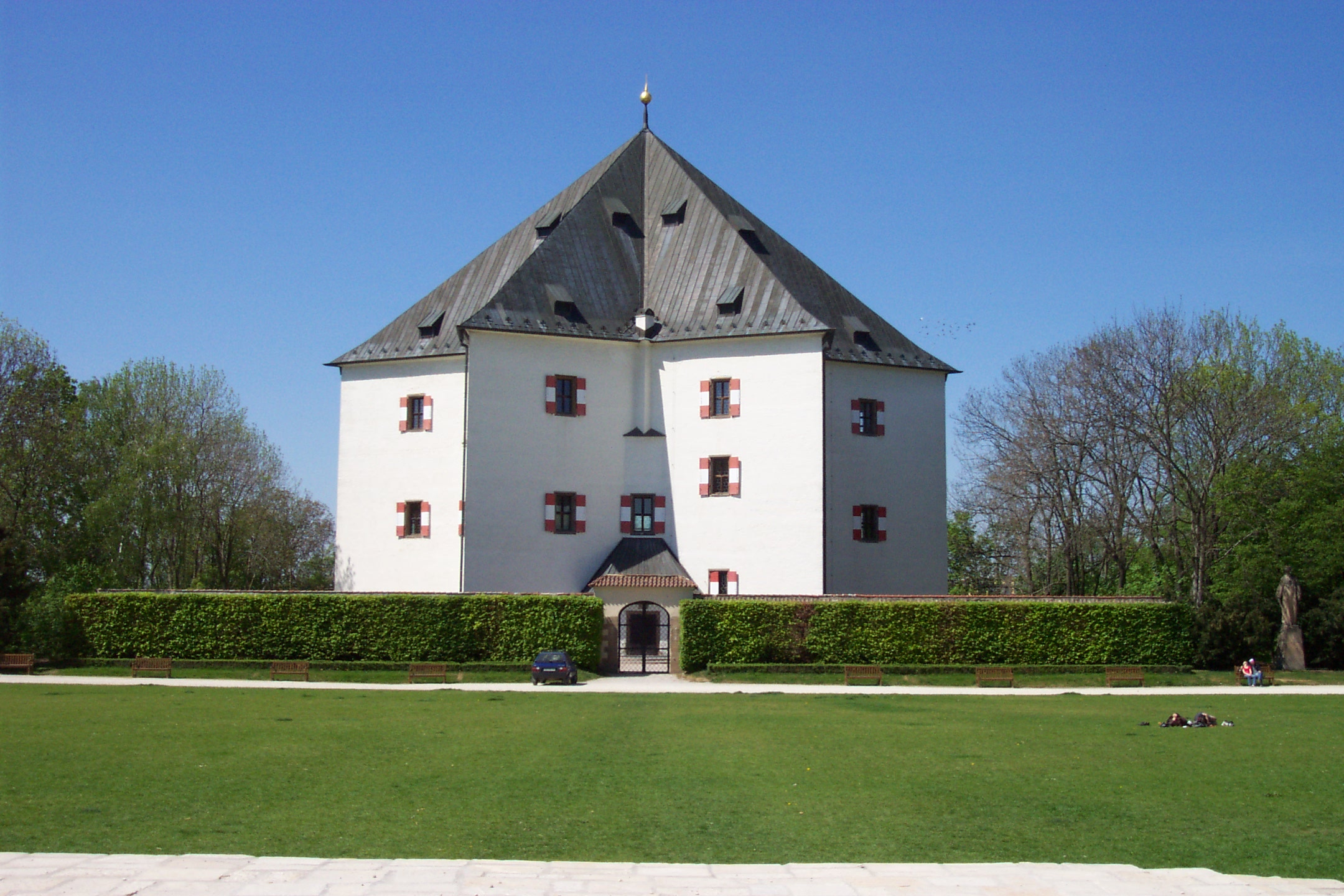
Schloss Stern (Letohrádek Hvězda)

Der böhmische Landesherr Ferdinand I. legte 1530 auf dem Weißen Berg ein Wildgehege an. 1555 wurde das Lustschloss Stern nach einem Entwurf Ferdinands II. von Tirol errichtet. Das Renaissanceschloss zeichnet sich vor allem durch seinen sternförmigen Grundriss aus. Nach der Schlacht am Weißen Berg wurde 1622–1624 südöstlich des Weißen Berges eine Kapelle errichtet, die zunächst dem böhmischen Landesheiligen Wenzel und später der Jungfrau Maria geweiht war. Von 1708 bis 1730 führte der Baumeister und Maler Christian Luna den Umbau der Kapelle zu der weiträumigen Wallfahrtskirche Maria vom Siege durch.